# Monterreyplaty
De Monterreyplaty (Xiphophorus couchianus) is een subtropische aquariumvis. Hij behoort tot de familie van de levendbarende tandkarpers en is daarom een levenbarende vissoort. Dit wil zeggen dat men pasgeboren jongen direct zal zien rondzwemmen. Deze speciale platysoort is niet erg bekend, alhoewel hij eerder is ontdekt (1859) dan de "gewone" platy (1866). Het is zelfs een bedreigde diersoort. In het wild was deze vorm ooit te vinden in heel Mexico en omgeving, maar tegenwoordig is het verspreidingsgebied beperkt tot de omgeving van de Mexicaanse stad Monterrey, waaraan de vis zijn naam ontleend.
Alvarezi · Andersi · Birchmanni · Clemenciae · continens · cortezi · couchianus (Monterreyplaty) · evelynae · gordoni · helleri (Zwaarddrager) · kosszanderi · maculatus (Platy) · malinche · mayae · meyeri · milleri · mixei · montezumae · monticolus · multilineatus · nezahualcoyotl · nigrensis · pygmaeus · roseni · signum · variatus · xiphidium